# Kamil Pestka
Kamil Pestka, né le 22 août 1998 à Cracovie en Pologne, est un footballeur polonais qui évolue au poste d'arrière gauche.

## Biographie

### Carrière en club
Né à Cracovie en Pologne, Kamil Pestka est formé par l'un des clubs de sa ville natale, le KS Cracovie. Il commence sa carrière professionnelle avec ce club, jouant son premier match le 2 juin 2017, lors d'une rencontre de championnat face au Piast Gliwice. Il entre en jeu et son équipe s'incline par un but à zéro. En juillet de la même année il prolonge son contrat avec son club formateur, d'une durée de trois ans.
Le 15 février 2019, Kamil Pestka est prêté au Chrobry Głogów, en deuxième division polonaise. Il inscrit son premier but en professionnel lors de sa deuxième apparition avec le club, le 9 mars 2019 contre le MKS GKS Jastrzębie. Son but permet à son équipe de s'imposer (1-0 score final).
Il fait son retour au KS Cracovie à la fin de son prêt. Il quitte le club à la fin de son contrat en juin 2023, mais est dans le viseur du Lech Poznań.

### En sélection
Kamil Pestka fête sa première sélection avec l'équipe de Pologne espoirs le 27 mars 2018 face à la Lituanie. Il est titulaire lors de cette rencontre et son équipe s'impose par un but à zéro. Il est retenu pour participer au championnat d'Europe espoirs en 2019. Titulaire lors de ce tournoi, il prend part à l'intégralité des trois matchs de son équipe. Malgré deux victoires et une seule défaite, les Polonais n'accèdent pas au tour suivant, terminant troisième de leur groupe.